# Пам'ятник Дзержинському (Запоріжжя)
Пам'ятник Дзержинському — монумент на честь радянського політичного та державного діяча польського походження, засновника й голови ВНК, одного з організаторів «червоного терору» Фелікса Дзержинського в місті Запоріжжя, що розташовувався у 1977-2016 роках на майдані Волі.

## Історія

Пам'ятник Феліксу Дзержинському (2009)

Пам'ятник «Залізному Феліксу» був встановлений 20 грудня 1977 року на честь 60-річчя з дня створення Всеросійської надзвичайної комісії. Ініціатором його встановлення виступило управління КДБ у Запорізькій області. Автори проєкту: скульптор Микола Соболь та архітектор Анатолій Масютка.
Пропонувався проєкт відлити фігуру Дзержинського з бронзи, але перемогла концепція скульптора Миколи Соболя — втілити «світлий» образ Фелікса Едмундовича у світлому граніті. Автор створив пам'ятник в авральному режимі — вирубав з янцівського граніту близько двох з половиною місяців.
10-11 березня 2016 року, в ході декомунізації, пам'ятник був демонтований відповідно до рішення сесії Запорізької міської ради від 19 лютого 2016 року.
Пам'ятник, поділений на три частини, зберігається на території комунального підприємства на Південному житловому масиві, де також там знаходяться демонтовані погруддя Серго Орджонікідзе і погруддя комсомольця в будьонівці пам'ятника «Тривожна молодість».